# بنك سلوفينيا
بنك سلوفينيا هو بنك الإصدار والبنك المركزي لجمهورية سلوفينيا . مقرها في ليوبليانا ، وقد تم تأسيسها في 25 يونيو 1991. وتتمثل مهمتها الأساسية في رعاية استقرار العملة المحلية وضمان سيولة المدفوعات داخل البلاد ومع البلدان الأجنبية. كما يعمل كمشرف على النظام المصرفي. وهي مؤسسة مستقلة غير حكومية ، ملزمة بتقديم تقرير دوري عن عملها إلى الجمعية الوطنية لسلوفينيا .
انضم بنك سلوفينيا إلى نظام اليورو في عام 2007 ، عندما حل اليورو محل التولار سلوفيني باعتباره العملة الرسمية لسلوفينيا.

## روابط خارجية
- (بالسلوفينية) (بالإنجليزية) الموقع الرسمي لبنك سلوفينيا
  - البيانات المالية لسلوفينيا
- المكتب الإحصائي لجمهورية سلوفينيا